# Gust Van den Berghe
Gust Van den Berghe (Borgerhout, 1985) is een Vlaams filmregisseur.
Van den Berghe groeide op in Sint-Kruis en Beernem als zoon van jeugdschrijfster Kristien Dieltiens. In 2008 studeerde hij af aan het Rits.
Aansluitend volgde hij eveneens te Brussel het Transmedia-postgraduaatprogramma aan Sint-Lukas.
Van den Berghe debuteerde in 2006 met een aantal korte films, Mijn papa en ik, Doek, Aan de oppervlakte (2007) en documentaires cum*SHOT (2007), les petits Rois (2007) en Tegenpolen (2008).
Zijn eerste langspeelfilm En waar de sterre bleef stille staan was ook zijn afstudeerproject voor het RITS. De drie hoofdrollen Suskewiet, Pitje Vogel en Schrobberbeeck werden vertolkt door acteurs die leden aan het syndroom van Down. Het scenario was een adaptatie van het boek en toneelstuk van Felix Timmermans.
Zijn tweede langspeelfilm Blue Bird is een adaptatie van het toneelstuk L'oiseau bleu van Belgisch Nobelprijswinnaar Literatuur Maurice Maeterlinck uit 1908. De film met een universeel verhaal werd gedraaid in Togo met Togolese crew en plaatselijke kinderen als acteurs.
In 2010 en 2011 werd hij geselecteerd voor de Quinzaine des Réalisateurs op het Festival van Cannes. In 2010 was dit met Little Baby Jesus of Flandr (de internationale titel van En waar de sterre bleef stille staan), in 2011 met Blue Bird.
In 2010 ontving hij de derde Jo Röpcke-award op het Internationaal Filmfestival van Vlaanderen-Gent voor En waar de sterre bleef stille staan. Voor Little Baby Jesus of Flandr kreeg Van den Berghe op het 16de Internationale Filmfestival van Athene de 'City of Athens Best Director Award'. De film werd in 2010 ook geselecteerd voor de festivals van München, Milaan, Sarajevo, Jeruzalem, Pusan, Valladolid en Taipei.

## Filmografie
- En waar de sterre bleef stille staan (Little Baby Jesus of Flandr) (2010)
- Blue Bird (2011)
- Lucifer (2014)